# 968 (szám)
A 968 (római számmal: CMLXVIII) egy természetes szám.

## A szám a matematikában
A tízes számrendszerbeli 968-as a kettes számrendszerben 1111001000, a nyolcas számrendszerben 1710, a tizenhatos számrendszerben 3C8 alakban írható fel.
A 968 páros szám, összetett szám, nontóciens szám. Kanonikus alakban a 23 · 112 szorzattal, normálalakban a 9,68 · 102 szorzattal írható fel. Tizenkét osztója van a természetes számok halmazán, ezek növekvő sorrendben: 1, 2, 4, 8, 11, 22, 44, 88, 121, 242, 484 és 968.
Négyzetteljes szám, de nem teljes hatvány, ezért Achilles-szám.